# Rémi Gaillard
Rémi Gaillard (Montpellier, 1975. február 7.) francia átverőművész, tréfacsináló.
2002-ben keltett feltűnést a médiában, amikor a francia kupa focifinálén, kamerák össztüzében játékosnak öltözve vegyült el a népszerű Lorient tagjai között.
Maga a francia államfő Jacques Chirac köszönő szavak mellett rázott vele kezet. 
Eme kis poénkodása csak szelete volt egy többrészes videóanyagnak. Címe: pranks.
Gaillard ezek után egyre gyakrabban és fura módokon jelent meg a francia nézők örömére. Leginkább sportközvetítések, TV Game show-k és politikai vitaműsorok normális menetét bontja meg előszeretettel megjelenéseivel, munkát adva az ország biztonságőreinek és rendőreinek.
Épp e rendfenntartók válnak leggyakrabban poénjai céltáblájává. Feltűnő a sporthoz való ragaszkodása. Tagadhatatlan ebbéli tehetsége.
Legnézettebb videóanyagai: 
- a labdakezelésében jeleskedő Rémi :Foot 2008, Put It Where You Want It és Foot 2009

Ezekben a videókban szórakoztatóan mutatja meg a világnak, hogy helye van a sport és a média világában.
Gaillard mottója : "C'est en faisant n'importe quoi qu'on devient n'importe qui"
Bármit csinálva, bárkivé változhatunk...